# Talena Atfield
Talena Atfield (14 januari 1983) is een Canadees voormalig bassiste. Ze werd bekend als bassiste van de metalband Kittie, die destijds uit vier meiden bestond.

## Muzikale carrière
Atfield begon met gitaarspelen toen ze op haar veertiende met kerstmis van haar ouders een gitaar kreeg. Ze probeerde in verschillende lokale bands te spelen, maar dit was telkens van korte duur. Atfield besloot om drums te leren spelen, maar na één optreden met een band werd ze er al uit gezet.

### Kittie
Toen Atfield op het punt stond het spelen in bands op te geven, kreeg ze in 1999 een telefoontje van Mercedes Lander, de frontvrouw van Kittie. Lander vroeg haar of ze bassiste in de band wilde worden, na het vertrek van Tanya Candler. Atfield ging hierop in en moest in korte tijd basgitaar leren spelen.
Kort daarna werd tijdens het festival CMJ Music Marathon de video van Brackish in New York opgenomen. Deze single van het debuutalbum Spit betekende de doorbraak van de band. De bandsamenstelling met Atfield stond ruim twintig jaar later nog bekend als de 'klassieke' formatie van Kittie.
In maart 2002, vlak voor de tour Run Like Hell, verliet Atfield de band. Naar eigen zeggen omdat haar een ultimatum werd gesteld voor een nieuwe overeenkomst die haar niet ten goede zou komen. Als ze niet tekende moest ze vertrekken, terwijl een opvolger al voor haar was geregeld.

### Na Kittie
Na haar vertrek bij Kittie was Atfield gastmuzikant op het debuutalbum District 6 van het industrial-techno solo-project Amphibious Assault van oud-Kittie-collega Fallon Bowman. In 2007 zat Atfield in de jury voor het programma America's Hot Musician.

## Na de muziek
Nadat ze zich uit de muziekindustrie had teruggetrokken, behaalde Atfield aan de Universiteit van Toronto een doctoraat in de antropologie, en specialiseerde ze zich in inheemse relaties en geschiedenis. Ze is lid van de Kanien'kehá:ka Nation of the Six Nations of the Grand River, een van de First Nations, een inheemse volkerenvereniging die voornamelijk in Canada is gevestigd.